# 유수 (조왕)
조왕 유수(趙王 劉遂, ? ~ 기원전 154년)는 중국 전한의 황족 · 제후왕이다. 오초칠국의 난에 가담했다.

## 일대기
조유왕 유우의 아들로, 아버지는 태황태후 여씨에게 감금되어 굶어죽고 조나라 왕 자리도 공왕을 거쳐 여씨 일족인 여록에게 넘어갔다. 고황후 8년(기원전 180년)에 고황후 사후 여씨 일족이 몰락하고 새로 문제가 황제가 되면서, 죽은 여록을 대신해 조나라 왕이 되었다.
경제가 즉위하고서, 조조 · 원앙 등을 중심으로 하여 조정에서 제후왕들의 봉국을 깎아내는 정책을 밀어붙이고 있었다. 경제 3년(기원전 154년), 조왕도 허물로 인해 상산군을 깎였다. 조왕은 불만을 품었고, 마침 오왕 유비가 조정에 숙원을 품고 있다가 봉토가 삭감당하자 일으킨 반란(오초칠국의 난)에 함께 모의하고자 했다. 상 건덕(建德), 내사 왕한(王悍)이 반대하자 둘을 살라 죽이고 거병해 흉노와 연계하며 오나라와 초나라와 함께 진격하고자 했다. 조정에서는 곡주후 역기를 보내 조나라를 공격했고, 조왕은 한단에서 포위되어 일곱 달을 항전했다. 흉노는 조왕이 포위되었고 초나라와 오나라가 격파당했다는 말을 듣자 조나라와 연합해 한나라 변경으로 쳐들어가려던 계획을 중단했다. 역기가 성을 함락시키지 못하고 있었는데, 제나라를 구원하러 간 난포가 임무를 마치고 한단으로 와 수공으로 성을 함몰시켰다. 조왕은 자살했고, 조나라는 폐해져 한나라의 군으로 들어갔다.